# Willi Rado
Willi Rado (* 25. November 1928) ist ein ehemaliger deutscher Fußballspieler.
Der Torwart bestritt zwischen 1948 und 1958 in der Fußball-Oberliga Süd 10 Spiele für den Rödelheimer FC und 168 Spiele für den FSV Frankfurt. Für die deutsche B-Nationalmannschaft stand er bei deren ersten Spiel im Jahr 1951 im Tor.
Der 20-jährige Torhüter Willi Rado sammelte in der Saison 1948/49 beim Rödelheimer FC die ersten Erfahrungen in der Oberliga Süd. Er gewann zwar mit seinen Mannschaftskameraden Hubert Schieth und Alfred Pfaff am 15. Mai 1949 das letzte Rundenspiel mit 4:1 Toren gegen den 1. FC Nürnberg – alle vier Tore erzielte Schieth –, aber Rödelheim stieg als Tabellenletzter in das Amateurlager ab. Zur Runde 1949/50 wechselte er zum FSV Frankfurt und trat dort die Nachfolge des Ex-Nationaltorhüters Willibald Kreß an. Die Bornheimer belegten den fünften Rang im Süden und der neue Torhüter hatte alle 30 Rundenspiele absolviert. Eintracht Frankfurt belegte den 14. Rang. In seiner zweiten Runde beim FSV, 1950/51, konnte der fünfte Platz wiederholt und damit erneut die Eintracht (8. Platz) auf Distanz gehalten werden. Bundestrainer Sepp Herberger lud den FSV-Keeper vom 2. bis 6. April 1951 zu einem Lehrgang nach Duisburg ein. Am 14. April stand er im ersten B-Länderspiel des DFB im Tor der deutschen Mannschaft, die aber in Karlsruhe das Länderspiel mit 0:2 Toren gegen die Schweiz verlor.
In der Hinrunde der Saison 1955/56 reiste er mit der Stadtauswahl Frankfurt/Offenbach im Wettbewerb des Messe-Cup nach London. Das Spiel gegen London fand am 26. Oktober 1955 statt und die Main-Auswahl verlor mit 2:3 Toren. Rado hütete das Tor, Alfred Pfaff war der Spielführer und der OFC-Coach Paul Oßwald betreute das Team. Vor 35.000 Zuschauern setzte sich London mit Toren von Bobby Robson und Bedford Jezzard (2) durch.
Sein letztes Oberligaspiel für den FSV bestritt Rado am 15. Dezember 1957 bei der 1:4-Heimniederlage gegen den TSV 1860 München. Karlheinz Leichum war jetzt der Stammtorhüter der Bornheimer.